# Cupidesthes albida
Cupidesthes albida är en fjärilsart som beskrevs av Schultze och Aurivillius 1910/11. Cupidesthes albida ingår i släktet Cupidesthes och familjen juvelvingar. Inga underarter finns listade i Catalogue of Life.